# مقاطعة بيرس (ويسكونسن)
مقاطعة بيرس (بالإنجليزية: Pierce County, Wisconsin)‏ هي إحدى مقاطعات ولاية ويسكونسن في الولايات المتحدة. تأسست سنة 1853، وتبلغ مساحتها 592 ميل مربع (1,530 كـم2)، بلغ عدد سكانها 41019 نسمة في عام 2010 حسب إحصاء مكتب تعداد الولايات المتحدة .

## وصلات خارجية
- الموقع الرسمي
- United States Counties